# Unus l'intouchable
Angelo « Unus » Unuscione, par la suite changé en Gunther Bain, alias Unus l'intouchable (« Unus the Untouchable » en VO) est un super-vilain évoluant dans l'univers Marvel de la maison d'édition Marvel Comics. Créé par le scénariste Stan Lee et le dessinateur Jack Kirby, le personnage de fiction apparaît pour la première fois dans le comic book X-Men (vol. 1) #8 en novembre 1964.
Unus est un mutant, nommé « l'intouchable » du fait de sa capacité à projeter consciemment un champ de force protecteur invisible.

## Biographie du personnage

### Origines
Angelo « Unus » Unuscione naît à Milan en Italie. Il change de nom en venant aux États-Unis, devenant le criminel Gunther Bain. Il affronte rapidement les X-Men mais est vaincu.
Il devient l'ami du super-vilain le Colosse et les deux s'associent un temps pour faire fortune, allant même jusqu'à se faire passer pour des X-Men et accusant ces derniers de vol.

### Parcours
Par la suite, Unus rejoint l'organisation Facteur Trois (Factor Three (en) en VO) dans un plan de conquête mondiale. Ils combattent les X-Men mais se retournent finalement contre le Maître mutant, qui était en réalité un extra-terrestre.
Un jour, il est capturé par des robots Sentinelles mais leur échappe. Il retrouve vite le Colosse et le Cerveau, et les trois travaillent pour l'Empire Secret jusqu'à ce qu'ils soient arrêtés par le Fauve.
Il rejoint alors la Confrérie des mauvais mutants et se retrouve opposé de nouveau aux X-Men, mais aussi aux Défenseurs puis aux Champions de Los Angeles. Vaincu, il part s'installer à New York où il affronte Doc Samson puis Luke Cage et Iron Fist.
Il quitte le monde du crime et devient lutteur professionnel. C'est à cette période qu'il a une aventure et devient le père de Radius. On pense aussi qu'il engendra Carmella Unuscione (en), mais cela reste à prouver.
Sortant de sa retraite pour aider le Colosse, il affronte Hulk et découvre que ses pouvoirs sont devenus incontrôlables, suffoquant apparemment jusqu'à la mort.
À l'insu de tous, il survécut. On ne retrouva sa trace que des années après, sur l'île de Génosha, après l'assaut des Sentinelles. Il devient le chef d'un groupe de survivants, qui incluaient le Crapaud, et rencontre Magnéto et le Professeur Xavier, en visite sur l'île dévastée. Il mène les contrebandiers Appraiser et Stripmine sur l'île, ce qui provoque des tensions avec les mutants.

### Lors duM-Day
Unus se trouvait sur l'île de Génosha quand il perdit ses pouvoirs durant le M-Day.
Il fut quelque temps plus tard retrouvé par Vif-Argent qui lui redonna des pouvoirs grâce aux cristaux des Inhumains. Mais l'altération eut des conséquences dramatiques. Durant la bataille entre les mutants et les Inhumains, son pouvoir dépassa ses limites, et Unus fut asphyxié dans son propre champ de force, que l’Inhumain Karnak ne put briser. À sa mort, son champ se dispersa.

### Retour
Récemment, Unus a été ramené à la vie sur l'île de Génosha par la mutante Séléné, avec une combinaison du virus techno-organique extraterrestre et de la magie. On ne sait pas si Unus a été détruit après les événements de Necrosha, ou s'il est l'un des rares infectés à avoir réussi à s'enfuir.

## Pouvoirs et capacités
Unus est un mutant capable de générer un champ de force personnel invisible, de nature psionique.
En complément de ses pouvoirs, c'est un athlète possédant la force normale d’un individu de son âge et de sa constitution qui pratique des exercices physiques réguliers et intenses, ainsi qu'un expert en lutte.
- Le champ de force d'Unus, très résistant, le protège des dommages physiques (impacts) et des lasers, mais il a pu être brisé par un Hulk en colère. Unus peut activer et désactiver son champ de force à volonté. En cas de cassure, son champ se reforme au bout de quelque temps.
- Unus est aussi protégé des assauts télépathiques avec son champ, ce qui lui a permis de résister aux pouvoirs du télépathe Charles Xavier (Professeur X).
- Seuls certains types d'énergie sont capables de traverser son champ de force, comme la lumière ou le son. Son champ est aussi perméable à l'air et aux gaz[1].

Unus porte parfois une batte de baseball qui, lorsqu'elle est enfermée dans son champ de force, lui permet de porter des coups avec une force surhumaine.